# Kamp Seedorf

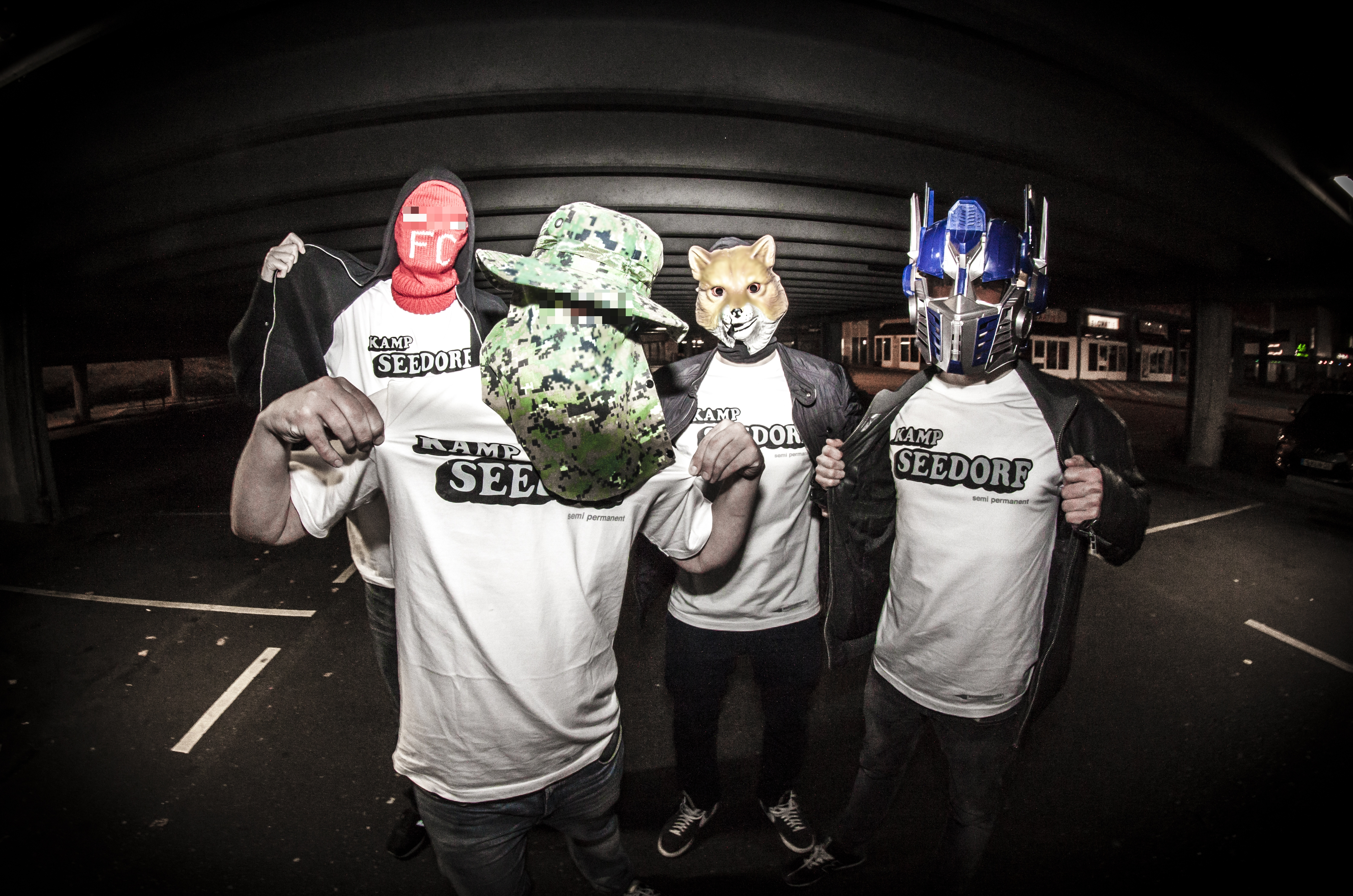
Kamp Seedorf wenst anoniem te blijven (januari 2019)

Kamp Seedorf is een Nederlands streetart-collectief uit Almere. Het is niet met zekerheid te zeggen uit hoeveel leden het collectief bestaat, maar in de media wordt vaak gesproken over een groep van tien mensen waarvan Clyde, Eus, Mike en Bas (pseudoniemen) de harde kern vormen. De groep is sinds 2010 actief. De kunstwerken van Kamp Seedorf zijn vaak gebaseerd op voetballers, rappers of andere excentrieke figuren en persoonlijkheden. De ondertitel van het collectief is ‘semi-permanent’ omdat de handgeschilderde papieren posters met lijm worden opgeplakt en dus makkelijker te verwijderen zijn dan graffiti. Hierdoor hangen de meeste werken er ook niet meer. De werken zijn voornamelijk in Almere en Amsterdam te vinden, maar tegenwoordig ook in andere Europese steden zoals Lissabon, Turijn, Berlijn en Antwerpen.

## Kamp Seedorf

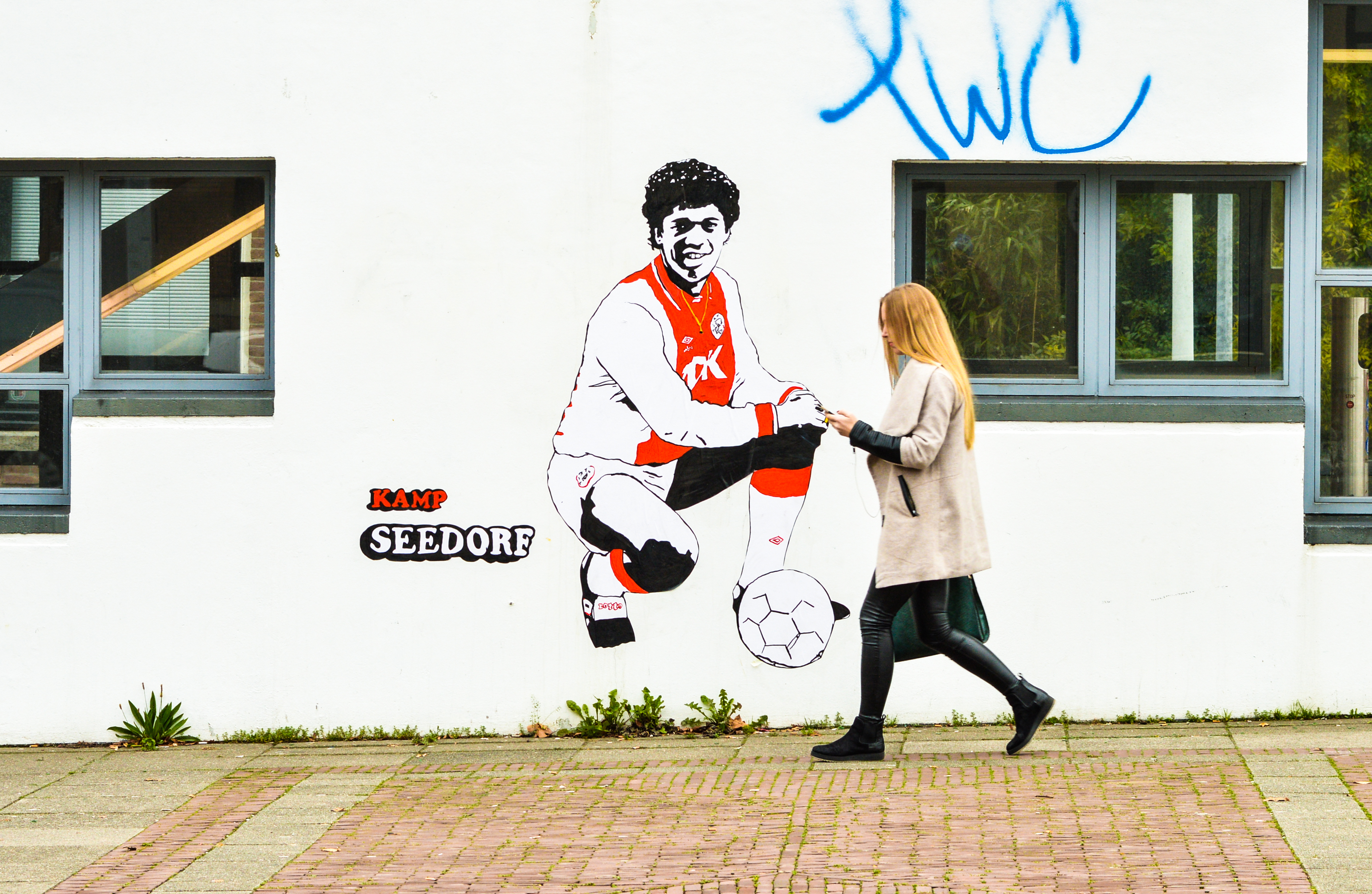
Voetballer Clarence Seedorf geportretteerd door Kamp Seedorf

De naam van het collectief komt van de Nederlandse voormalig voetballer en voetbalcoach Clarence Seedorf. Seedorf won vier keer de Champions League en speelde onder meer voor AFC Ajax, Real Madrid en AC Milan. In een interview wordt uitgelegd dat de groep zich naar hem heeft vernoemd omdat Seedorf ‘een product van Almere’ is, net zoals de groep. Een van de leden heeft ook bij Clarence in de klas gezeten. ‘Clarence is, net als Almere, nooit erg geliefd geweest in Nederland. Het voelt een beetje als een plicht om dat beeld recht te zetten.’ Daarnaast was er een Nederlandse legerplaats in Duitsland die Seedorf heette, wat de naam volgens de groep een ‘rauw’ randje geeft.

## Voetbal
In het collectief zitten supporters van verschillende clubs waaronder Benfica en Almere City FC, maar de supporters voor Ajax voeren de boventoon en dat is ook te zien in de kunstwerken. In Amsterdam zijn veel kunstwerken van oud-Ajax spelers en bekende Ajacieden te vinden. Zo zijn in het verleden kunstwerken gemaakt van Shota Arveladze en Kasper Dolberg, deze waren te zien bij station Duivendrecht en verder in de stad waren Dennis Bergkamp, Koos Alberts, Marko Pantelić en natuurlijk Clarence Seedorf geportretteerd. Verder heeft het collectief ook kunstwerken gemaakt van andere legendarische voetballers waaronder Diego Maradona, Frascesco Totti, Gabriel Batistuta, Claudio Canniggia en Gianluigi Buffon. Vrijwel direct na het overlijden van Johan Cruijff verscheen van hun hand op een elektriciteitshuisje aan de Middenweg, Amsterdam een straatnaambordje met "El Salvadorlaan".

## Samenwerkingen

### ADE / A'DAM Toren
Als startschot voor het Amsterdam Dance Event 2018 maakte Kamp Seedorf een grote muurschildering op het dak van de A'DAM Toren. 
"Na een serie kleinere werken voor onze expositie waren we wel weer toe aan iets groots, indrukwekkends. Dit resulteerde in ons grootste kunstwerk tot nu toe, on top of Amsterdam!"

### FEBO
Ter ere van de veertigste verjaardag van de grillburger van de Febo, heeft Kamp Seedorf het ontwerp gemaakt voor de bijbehorende grillburgersaus. Kamp Seedorf maakte al eerder een prent van de grillburger die te zien was in Amsterdam.

### PUMA
In samenwerking met het sportmerk Puma heeft Kamp Seedorf meerdere werken gemaakt van Gianluigi Buffon. Dit was ter ere van het nieuwe shirt van Italië voor het WK. De lancering hiervan was in Turijn, waar Buffon speelde voor Juventus FC. De werken van ‘Gigi’ Buffon waren te zien in de steden waar hij het WK heeft gespeeld of gaat spelen, zoals Parijs, Tokio, Berlijn, Johannesburg, São Paulo en Moskou.

### Terre des Hommes
In samenwerking met mensenrechtenorganisatie Terre des Hommes maakte Kamp Seedorf de #goudkoorts-serie. Hiervoor maakte het collectief illustraties van figuren als The A-Team-karakter B.A. Baracus, zangeres Anouk, voetballer Zlatan Ibrahimovic,  gouden robot C-3PO uit Star Wars, een golden retriever en ‘original gangster’ Dagobert Duck. Deze werken waren een onderdeel van een campagne tegen het uitbuiten van kinderen in goudmijnen. Deelnemers werden aangemoedigd een bijzondere foto te maken met een van de afbeeldingen en die te delen op social media en daar Terre des Hommes in te taggen.

### Netflix
Het collectief maakte uit eigen initiatief een ode aan Frank Underwood. Ter ere van het nieuwe seizoen van de serie House of Cards werd Kamp Seedorf vervolgens door Netflix gevraagd om het nieuwe seizoen onder de aandacht te brengen met illustraties en straatnaambordjes. Zo werden er werken gemaakt van Frank Underwood op muren in Den Haag, Amsterdam en Utrecht waar hij een stropdas draagt in de kleuren van de betreffende steden. Ook werd er een Frank Underwoodstraat straatnaambord gemaakt en opgehangen in Antwerpen. Kamp Seedorf liet bij hun bezoek aan het Netflixkantoor in Londen een manshoge tekening van Underwood achter die Kevin Spacey nu in bezit heeft.

## Eberhard van der Laan

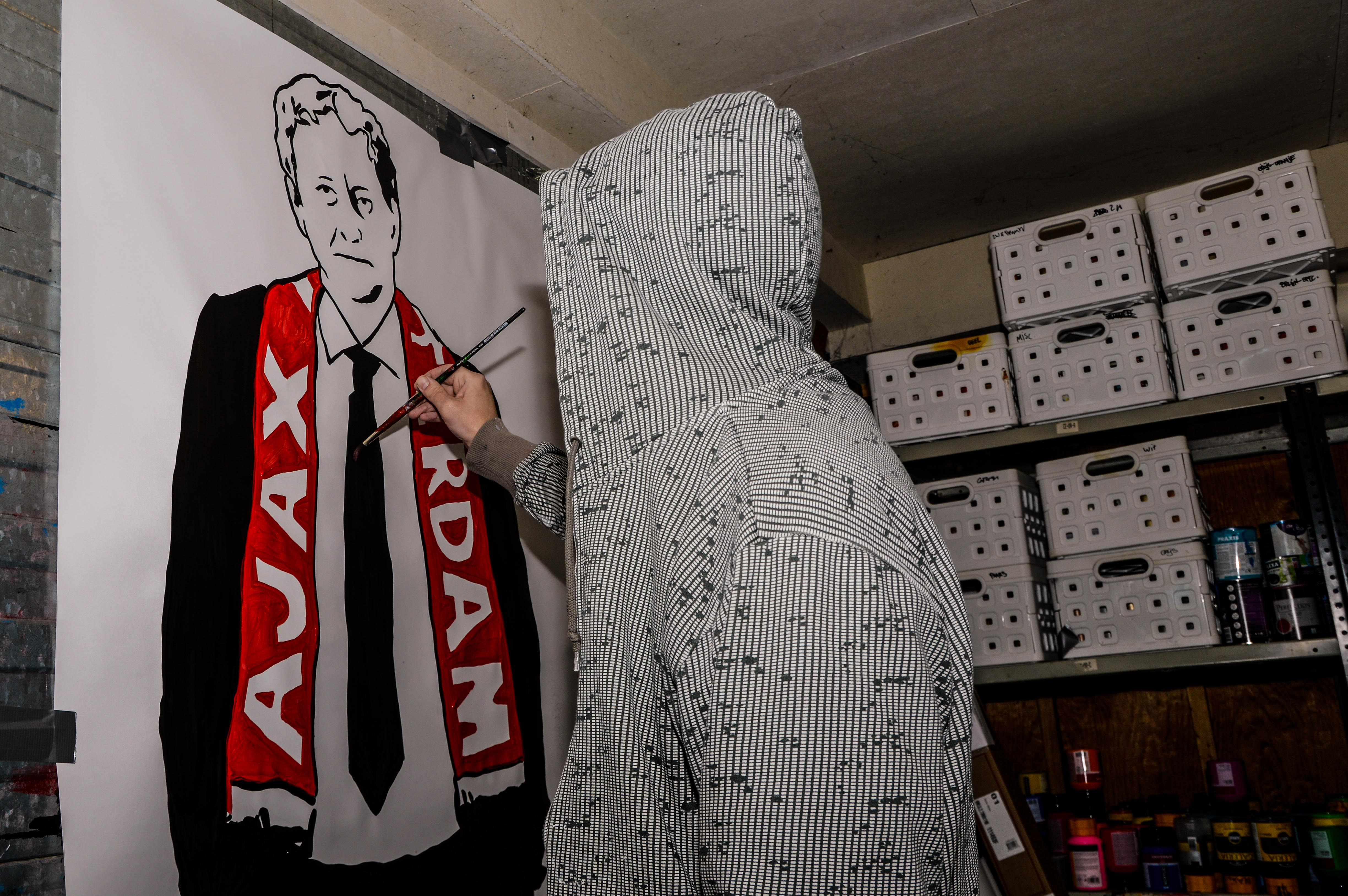
Kunstwerk Eberhard van der Laan

Kamp Seedorf maakte na het bekend worden dat Eberhard van der Laan ernstige longkanker had een kunstwerk van de Amsterdamse burgemeester. Hierbij is Van der Laan te zien met een Ajax-sjaal en de tekst ‘Damsko Strijder’. Dit portret stond op een pilaar bij de metrohalte Wibautstraat. Het kunstwerk werd per ongeluk schoongespoten door een werknemer van de schoonmaakdienst die op vakantie was geweest. Later werd dit portret op een T-shirt geprint waarvan de opbrengst naar KWF kankerbestrijding ging. Eberhard van der Laan nodigde later de leden van Kamp Seedorf uit in zijn ambtswoning om hen persoonlijk te bedanken voor het gebaar.
- Dutch Street Art Awards 2017

Het portret van Eberhard van der Laan won later een prijs bij de Dutch Street Art Awards in de categorie ‘Best Message’.
- Amsterdam Museum

Het portret van Eberhard van der Laan is opgenomen in de vaste collectie van het Amsterdam Museum en hangt tentoongesteld in de Schuttersgalerij van het museum. Eerder konden bezoekers hier hun herinnering aan de burgemeester achterlaten in een herinneringsboek.
- Johan Cruijf Arena

Op 10 oktober werd er een grote banner van het kunstwerk van Van der Laan opgehangen aan de Johan Cruijf Arena. Van der Laan overleed vijf dagen eerder op 5 oktober. Tijdens de daarop volgende interland tussen Nederland-Zweden werd dit kunstwerk getoond en werden er rouwbanden gedragen door de spelers.
In Amsterdam-West werd een acht meter hoge beeltenis van de overleden burgemeester gemaakt, die op 1 juli 2019 door zijn weduwe werd onthuld.

## Bijzonderheden

### Kleurrijke top 100
Kamp Seedorf werd in 2017 ook opgenomen in de Kleurrijke Top 100. Dit is een lijst van Nederlanders die volgens de samenstellers het verschil maken op onder meer de gebieden van cultuur, bestuur en bedrijfsleven.

### KAF
Van 27 januari tot 2 juli 2017 waren de werken van Kamp Seedorf ook te zien tijdens de openingstentoonstelling ‘House of Arts’ in de Kunstlinie Almere Flevoland. Zeven verschillende kunstenaars afkomstig uit Flevoland kregen carte blanche om zelf de tentoonstelling in te richten. Zo hingen de graffitiwerken van Kamp Seedorf naast bouwtechnische vormen van René van Zuuk.

## Overzicht kunstwerken

### Voetballers
- Marko Pantelic
- Clarence Seedorf
- Frank Rijkaard
- Patrick Kluivert
- Matthijs de Ligt
- Zlatan Ibrahimovic
- Sjota Arveladze
- Kasper Dolberg
- Marco van Basten
- Gabriel Omar Batistuta
- Claudio Caniggia
- Diego Maradona
- Eusébio

### Straatnamen
- Glutenvrijpad
- Benop Monniehoek
- Gabber Pietplein
- Eurokokplein
- Hipstergracht
- Quinoasaladestraat
- Pleurisplein
- Wolf of Wall Streetstraat
- Johnny Mosterdavenue
- Ghostface Killahstraat
- Feboplein
- Ouwe gokker samen met me straat
- Hoe eet je een tompouceweg

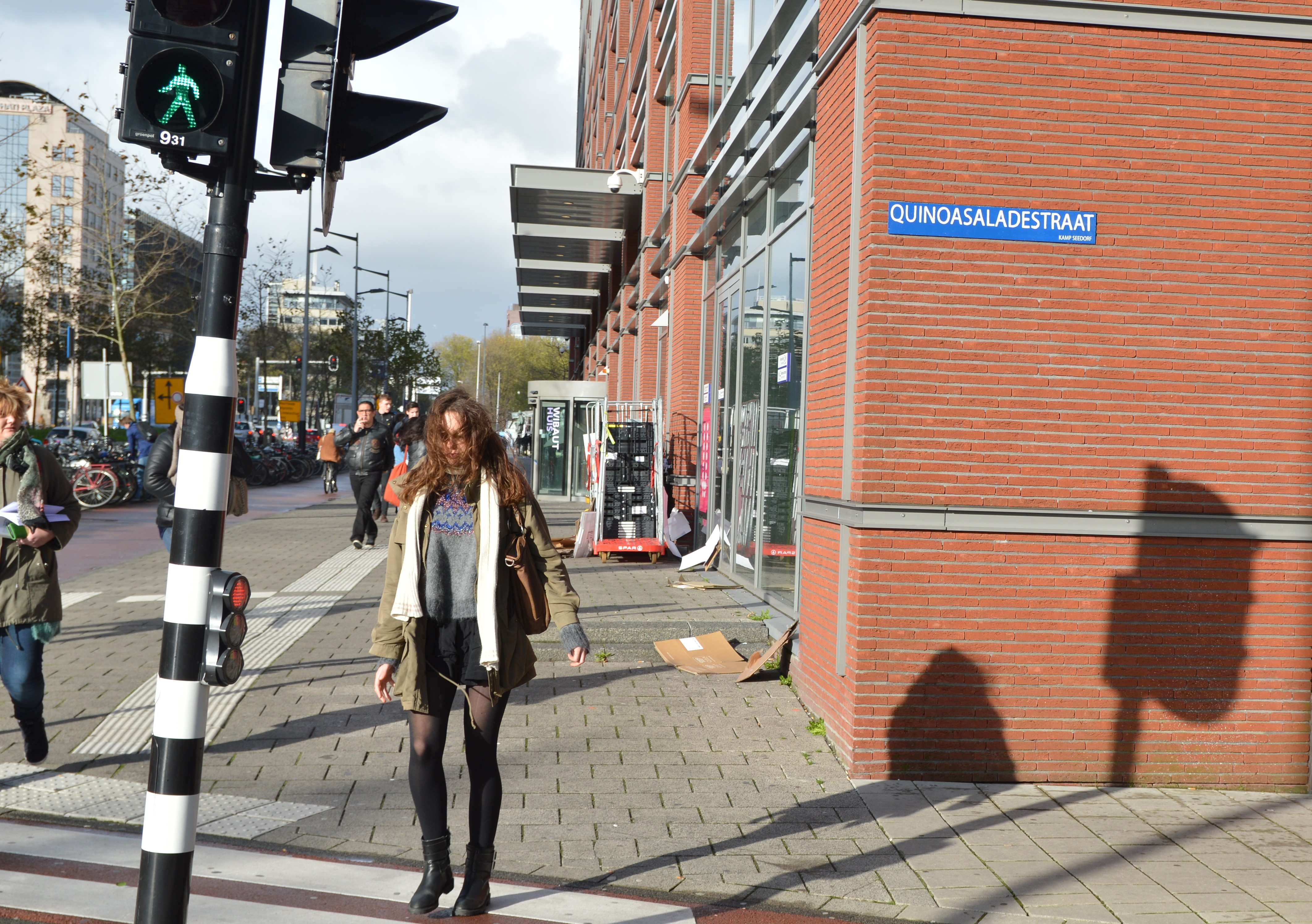
Quinoasaladestraat op de Wibautstraat

- Faka mon ami niet zo negatiefstraat

### Rappers/hiphop
- Sevn Alias
- Esko
- Funkovski
- Kendrick Lamar
- Eazy E
- Notorious B.I.G.

### Andere bekenden
- Nel Veerkamp
- Frank Underwood
- Vladimir Poetin
- Amy Winehouse
- Koos Alberts

### Snacks

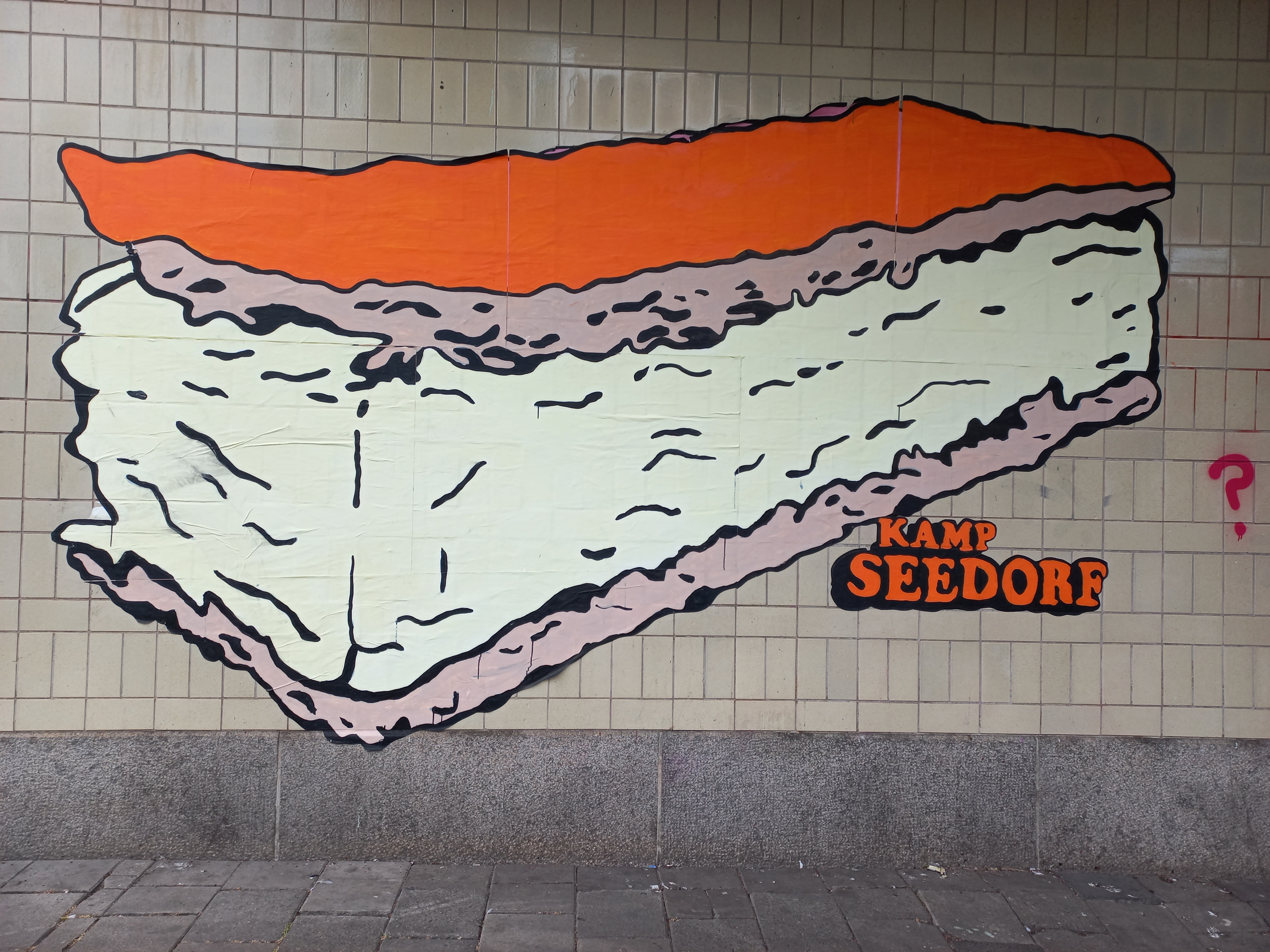
Tompouce van Kamp Seedorf (april 2022)

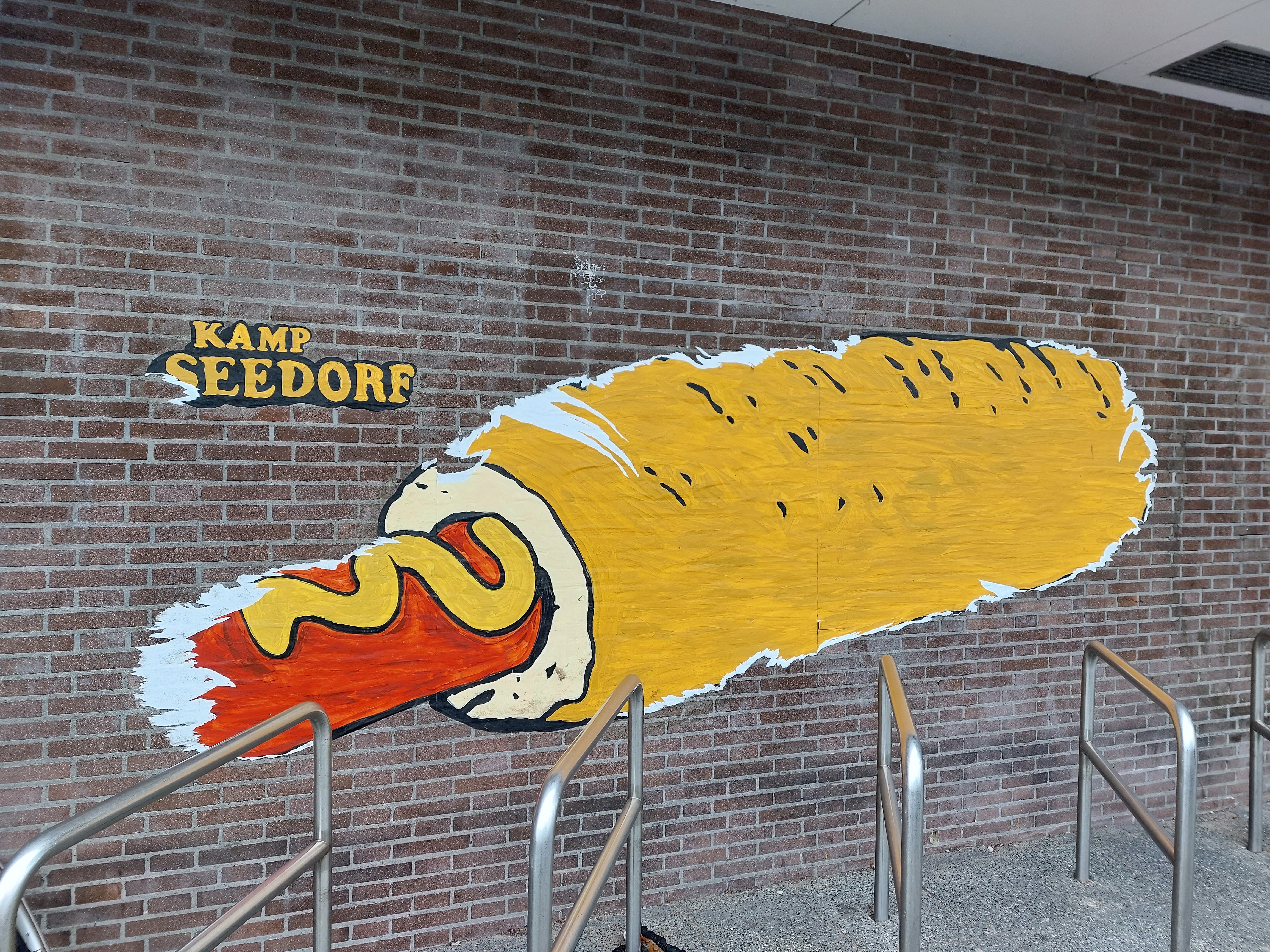
HEMA Hotdog (maart 2023)

- Grillburger[16]
- Speculaaskroket
- Amerikaanse Hotdog
- Eierballen[17]
- Frikadelbroodje[18]
- Tompouce[19]
- HEMA Hotdog
- Halve Rookworst

## Divers
Kortst gehangen kunstwerk op straatFrancesco Totti (2 minuten)
Langst hangend kunstwerk op straatBep van Mokumplein (geplaatst in 2011; in 2024 nog aanwezig)
Werken aangekocht doorTop Notch, Alpha Advocaten Almere en het Amsterdam Museum.